# (3175) Netto
(3175) Netto (1979 YP) – planetoida z pasa głównego asteroid okrążająca Słońce w ciągu 3,64 lat w średniej odległości 2,36 au. Odkryta 16 grudnia 1979 roku.